# ورزشگاه المپیک پونتواز
ورزشگاه المپیک پونتواز (فرانسوی: Stade olympique de la Pontaise‎) یک ورزشگاه فوتبال و دو و میدانی در لوزان، سوئیس است.
این ورزشگاه که در سال ۱۹۰۴ تأسیس شده دارای ۱۵٬۸۵۰ نفر ظرفیت می‌باشد و یکی از ورزشگاه‌های جام جهانی فوتبال ۱۹۵۴ بوده است.

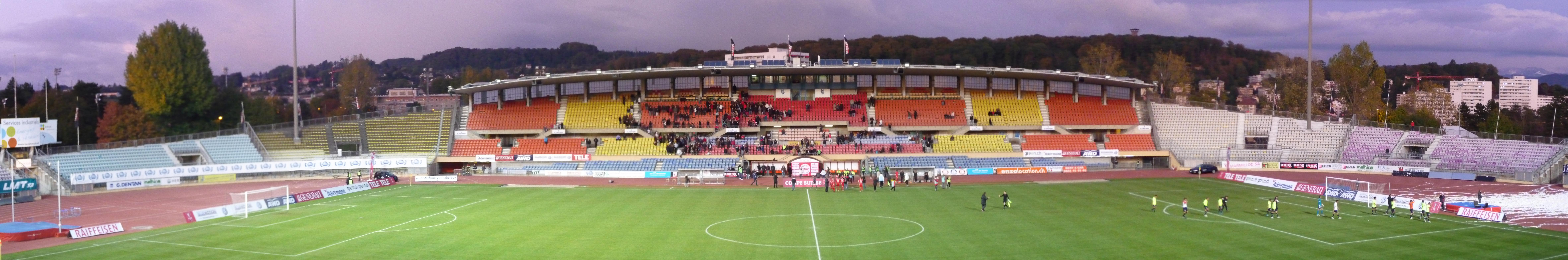
Tribune North